# بندیغمور
بند یغمور، روستایی از توابع بخش گرمخان شهرستان بجنورد در استان خراسان شمالی ایران است.

## جمعیت
این روستا در دهستان گرمخان قرار دارد و براساس سرشماری مرکز آمار ایران در سال ۱۳۸۵، جمعیت آن ۵۲۰ نفر (۱۱۷خانوار) بوده‌است.به گفته یکی از معتمدان روستا به نام کریم اکبرزاده جمعیت این روستا به ۷۰۰ نفر نیز می رسد.

## زبان
مردم روستای بند یغمور کرد اند و به زبان کردی سخن می گویند.